# Stéphanie Fontugne
Stéphanie Fontugne, née Fouché, est une dirigeante d'entreprise franco-suisse. Elle est également administratrice indépendante. 

## Biographie

### Formation
Stéphanie Fontugne est née à Reims. Elle commence sa carrière en France et déménage en Suisse en 2000. Elle obtient la double nationalité en 2016 (Anières, Genève)[réf. nécessaire]. 
Après une formation en Gestion et Finance acquise à Paris-Dauphine, Stéphanie Fontugne complète son parcours académique notamment par des formations de[C'est-à-dire ?] Stanford dans les nouvelles technologies et celles de l'École polytechnique fédérale de Lausanne (EPFL) dans la gestion des villes intelligentes et des infrastructures urbaines[réf. souhaitée].

### Parcours professionnel

#### Directrice des Transports publics genevois (TPG)
En 2002, Stéphanie Fontugne rejoint l’entreprise publique de transport du canton de Genève, Transports publics genevois (TPG), au titre de directrice des finances. 
Elle devient la directrice générale de la régie publique suisse en 2005,.
À ce poste elle conduit différents chantiers : horaires, information voyageur, billetterie simplifiée et multi-modale, amélioration de la sécurité. Elle contribue à la création puis au développement des Transports publics de l'agglomération d'Annemasse (TP2A). Selon un article du quotidien Le Temps en 2005, son travail permet une augmentation de la fréquentation et de l'offre de 10 % ce qui constitue une réussite à mi-parcours conformément aux exigences contractuelles (augmentation de 20 % entre 2002 et 2006).
En 2008, le conseil d’administration acte son départ sur la base d’un accord négocié dans un contexte de conflit avec le directeur d’exploitation, ce dernier étant suspendu en attente d’une enquête disciplinaire,. Selon le journal Le Courrier, l'audit réalisé lui donne « pratiquement raison sur tous les points »,.

#### Société de conseil
En 2016, elle créé une société de conseils Boostpartners qui accompagne les PME et les scale-ups suisses.

### Engagements personnels
Stéphanie Fontugne participe à l'initiative Alterstart mise en place dans le canton de Vaud, qui permet aux personnes issues de l’immigration de s'intégrer sur le marché du travail par le micro-entrepreneuriat.

### Vie privée
Stéphanie Fontugne est mariée et a trois enfants.

## Honneurs et distinctions
Stéphanie Fontugne est nommée en 2006 dans les « 100 personnalités qui font la Suisse romande » du Forum des 100. En 2019, l’artiste Daniel Eisenhut en réalise le portrait dans le cadre de son œuvre « Lispstick Leaders », un ensemble de cent portraits au fusain de femmes suisses dirigeantes.